# Gerard Valck

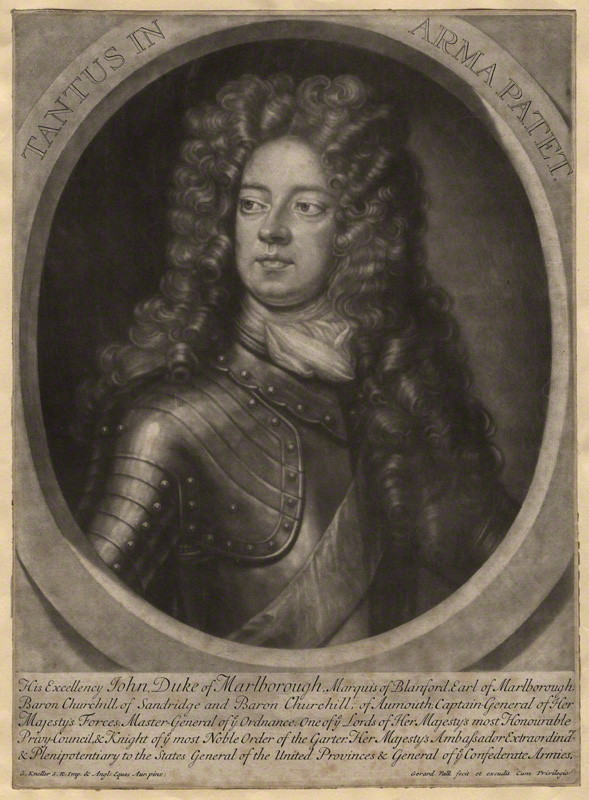
Ritratto di John Churchill, I duca di Marlborough, da un dipinto di Sir Godfrey Kneller

Gerard o Gerrit Valck, o Valk o Valcke o Walck (Amsterdam, 1651  o 1652 – Amsterdam, 21 ottobre 1726), è stato un incisore, disegnatore, cartografo e mercante d'arte olandese del secolo d'oro.

## Biografia

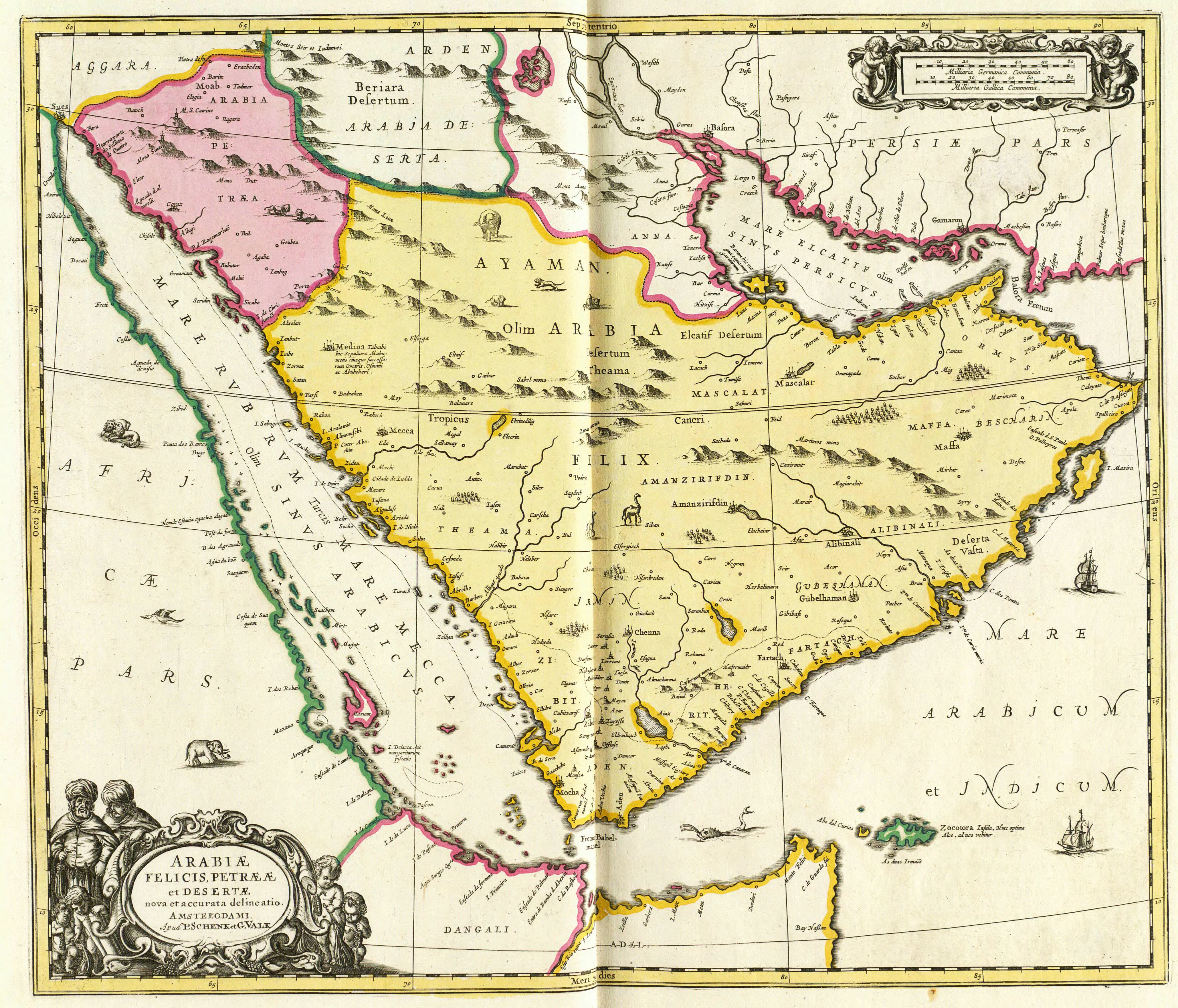
Arabiae Felicis, Petraeae et desertae nova et accurata delineatio

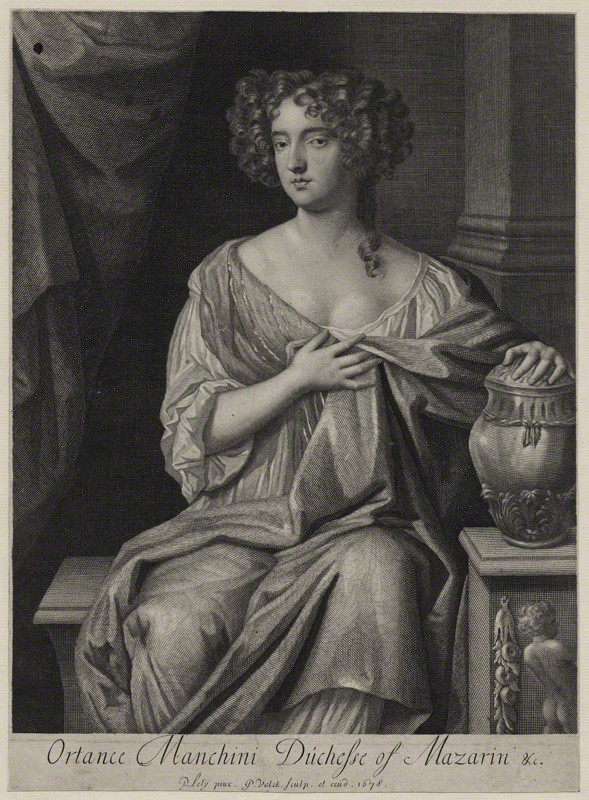
Ritratto di Ortensia Mancini, duchessa di Mazarino da un dipinto di Sir Peter Lely (1678)

Figlio dell'argentiere Leendert Gerritsz. Valck, sposò Maria Bloteling, sorella dell'incisore Abraham Bloteling, che fu probabilmente anche suo maestro. Operò nella sua città natale dal 1670 al 1726. Dal 1673 al 1680 lavorò anche a Londra, per interessamento di David Loggan, facendo la spola tra le due città. Nel 1680 circa o 1673, sua sorella Agatha sposò Peter Schenk e successivamente suo figlio Leonard sposò una delle figlie di Schenk.
Si dedicò principalmente alla rappresentazione di soggetti di genere e alla realizzazione di ritratti. Utilizzò la tecnica della maniera nera: la sua prima incisione di questo tipo fu ottenuta a partire dall'opera Cupido dormiente di Guido Reni. Eseguì 67 incisioni, soprattutto da opere di altri artisti, tra cui Peter Lely, Gérard de Lairesse e Philipp Tidemann, che frequentemente egli stesso pubblicò. Collaborò con Abraham Bloteling, David Loggan, Peter Schenk (dal 1686) e, successivamente, con il figlio di quest'ultimo, Leonard e con il proprio figlio Leonard Valck. Pubblicò anche atlanti, carte geografiche, globi e serie di stampe con vedute di case della famiglia Orange-Nassau, mestieri, fontane, camini e uccelli. A partire dal 1695, per le sue stampe topografiche, utilizzò la tecnica di incisione a la poupée, che permetteva di realizzare stampe multicolori. Il 24 settembre di quell'anno, infatti, ottenne, assieme a Peter Schenk, un privilegio per poter eseguire stampe in bianco e nero e a colori. Tra quest'ultime citiamo Vues et perspectives de Loo, Honselarsdyk et Soesdyk, Chateaux et Maisons de Plaisance du Roi de la Grande Bretagne, ausquelles on a ajoûté les veuës des environs de Cleve. Per le sue stampe, però, non utilizzò solo lastre da lui incise, ma acquistò anche stampi di rame da altri editori, quali Joan Blaeu e Nicolaes Visscher. Questa pratica ebbe origine a Roma, presso Lafreri, e portò ad un declino progressivo della cartografia nei Paesi Bassi.
Valck ebbe come allievo Peter Schenk. Subì l'influenza di Abraham Bloteling, di cui può considerarsi un seguace.

## Opere
- Ritratto di John Churchill, I duca di Marlborough, incisione da un dipinto di Sir Godfrey Kneller (maniera nera), 1702-1720
- Arabiae Felicis, Petraeae et desertae nova et accurata delineatio, incisione
- Ritratto di Ortensia Mancini, duchessa di Mazarino, incisione da un dipinto di Sir Peter Lely, 1678
- Novus planiglobii terrestris per utrumque polum conspectus, incisione da un piatto realizzato da Joan Blaeu, 1695[7]
- Ritratto di Nell Gwyn, incisione da un dipinto di Sir Peter Lely, 349 mm x 254 mm[8]
- Ritratto di John Maitland, I duca di Lauderdale, incisione[9]
- Ritratto di re Giacomo II d'Inghilterra, incisione da un dipinto di Sir Peter Lely (maniera nera), 197 mm x 143 mm, 1685-1688, National Portrait Gallery, Londra[10]
- Ritratto di re Guglielmo III d'Inghilterra, incisione da un dipinto di Sir Peter Lely (maniera nera), 352 mm x 254 mm, National Portrait Gallery, Londra[11]
- Ritratto di Louise de Kérouaille, Duchessa di Portsmouth, incisione da un dipinto di Sir Peter Lely (maniera nera), 240 mm x 190 mm, 1678, National Portrait Gallery, Londra[12]
- Ritratto di Margherita Tudor, incisione da Adriaen van der Werff, 380 mm x 226 mm, National Portrait Gallery, Londra[13]
- Ritratto di Maria di Modena, incisione da un dipinto di Sir Peter Lely, 197 mm x 140 mm, 1685-1688, National Portrait Gallery, Londra[14]
- Ritratto di Maurizio di Nassau, incisione da Adriaen van der Werff, 311 mm x 179 mm, National Portrait Gallery, Londra[15]
- Ritratto di Maria II d'Inghilterra, incisione (maniera nera), 352 mm x 257 mm, 1700-1725, National Portrait Gallery, Londra[16]
- Ritratto di Robert Greville, IV Barone Brooke, incisione, 370 mm x 260 mm, 1678, National Portrait Gallery, Londra[17]